# Прімо Карнера
Прімо Карнера (італ. Primo Carnera; 26 жовтня 1906, Секуальс, Італія — 29 червня 1967, Італія) — професійний боксер та реслер, чемпіон світу (1933—1934) у важкій вазі, перший італійський чемпіон світу у важкій вазі.

## Біографія
Народився 1906 року на півночі Італії в містечку Секуальс, провінція Порденоне. Оскільки він був першою дитиною у досить бідній родині, мати й назвала її Прімо. При народженні його вага становила понад дев'ять кілограмів, з раннього дитинства Прімо був помітно вищим і важчим за своїх однолітків.
Вже у 12 років змушений був виїхати на заробітки до Франції. Довгий час працював на будівництві, а у 17 років влаштувався у третьорозрядний цирк, господаря влаштовував здоровенний хлопець зростом понад 190 сантиметрів та вагою 115 кг. Як пізніше зізнавався сам Карнера, він ненавидів цирковий етап свого життя. Прімо почував себе самотнім і дурним, сумував за рідним краєм. Щодо специфіки роботи, то довгий час його кидали з одного амплуа до іншого. Зрештою юнак став цирковим борцем. Часом за день він боровся з 10-12 супротивниками, змагаючись з усіма бажаючими.

## Боксерська кар'єра
Якось його помітив професійний боксер Поль Жунв'є та познайомив зі своїм агентом Леоном Се. Обертистий француз, нашвидкуруч навчивши гіганта основ боксу, став організовувати Карнера бої. Але Прімо ще нічого не вмів, а допустити, щоб «зірка» весь час програвала Се не міг. Тому майже всі його бої були договірними. Пізніше у своїх мемуарах «Таємниця Карнери» Се зізнався, що підтасував результати понад 30 його боїв.
29 червня 1933 року Карнера став чемпіоном світу, перемігши Джека Шаркі (США) нокаутом у шостому раунді. Провівши два вдалих захисти, 14 червня 1934 року зазнав поразки технічним нокаутом від Макса Бера (США).
Після Другої світової війни намагався повернутися на ринг і виграв два матчі поспіль. Однак після трьох поразок від Луїджі Мусіни (Італія) пішов у відставку.

## Відео
- Primo Carnera, Newsreel Архівовано березень 7, 2017 на сайті Wayback Machine.
- Primo Carnera vs George Godfrey, 06/23/1930 Архівовано березень 6, 2017 на сайті Wayback Machine.(англ.)
- Primo Carnera vs Larry Gains, 05/30/1932 Архівовано березень 6, 2017 на сайті Wayback Machine.(англ.)
- Primo Carnera vs Ernie Schaaf, 02/10/1933 Архівовано березень 6, 2017 на сайті Wayback Machine.(англ.)
- Primo Carnera vs Jack Sharkey, 06/29/1933 Архівовано березень 7, 2017 на сайті Wayback Machine.(англ.)
- Primo Carnera vs Tommy Loughran, 03/01/1934 Архівовано лютий 14, 2017 на сайті Wayback Machine.(англ.)
- Primo Carnera vs Max Baer, 07/14/1934[недоступне посилання з Июль 2018](англ.)
- Primo Carnera vs Joe Louis, 06/25/1935 Архівовано лютий 14, 2017 на сайті Wayback Machine.(англ.)